# Richard Wellesley, I marchese Wellesley
Richard Colley Wellesley, I marchese Wellesley (Dangan Castle, 20 giugno 1760 – Knightsbridge, 26 settembre 1842), è stato un nobile, militare e politico britannico.
Era il fratello di Arthur Wellesley, I duca di Wellington e, tramite la figlia Anne, è un antenato di Carlo III del Regno Unito.

## Biografia

### I primi anni
Wellesley nacque nel 1760 in Irlanda, da una famiglia dell'aristocrazia locale. Il padre era Garret Wesley, I conte di Mornington e la madre Anne Hill-Trevor, figlia di Arthur Hill-Trevor, I visconte Dungannon. Era il fratello maggiore di Arthur Wellesley, I duca di Wellington – comandante delle forze anglo-alleate nella battaglia di Waterloo e per due volte primo ministro del Regno Unito di Gran Bretagna e Irlanda – e del diplomatico e politico Henry Wellesley, I barone Cowley.
Venne educato alla Harrow School ed all'Eton College, dove si dintinse in particolare nelle materie classiche, per poi passare alla Christ Church di Oxford. Nel 1780 fece il proprio ingresso nella Camera dei Comuni irlandese come deputato per la costituente di Trim rimanendo in carica sino all'anno successivo, quando alla morte del padre gli succedette come II conte di Mornington, sedendo quindi alla Camera dei Lords irlandese. Fu dunque prescelto come Gran Maestro della Gran Loggia d'Irlanda nel 1782.
Nel 1784 divenne membro anche della Camera dei Comuni inglese per Bere Alston. Poco dopo fu nominato Lord of the Treasury da William Pitt il Giovane. Nel 1793 divenne membro del tavolo di controllo sugli affari dell'India, distinguendosi in particolar modo presso il gran pubblico per via dei suoi discorsi in difesa della politica estera di Pitt. Impegnato in Oriente, ottenne nel 1797 l'incarico di Governatore generale dell'India.

### L'impegno in India

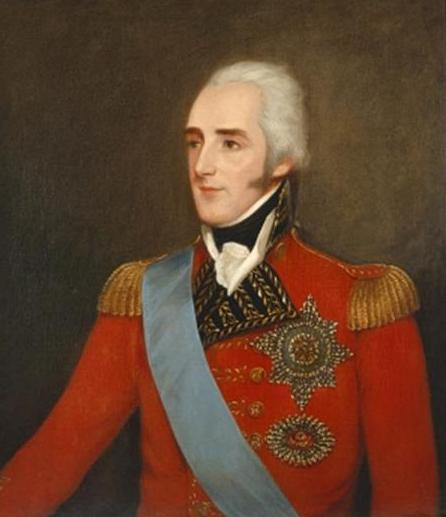
Wellesley in servizio in India.

Egli aveva raccolto dal suo nuovo incarico l'ideale di Pitt di creare in India un grande impero per compensare la perdita delle colonie americane che dalla fine del XVIII secolo avevano guadagnato l'indipendenza. Tra i vari progetti egli programmò l'annullamento dell'influenza dei francesi nell'area del Deccan.
Poco dopo il suo sbarco in India, nell'aprile del 1798, egli apprese della firma di un'alleanza tra la Repubblica Francese e il Sultano Tīpū. Wellesley si risolse quindi ad anticipare le azioni del nemico e ordinò i preparativi per la guerra, la cui prima mossa si compì con la dispersione delle forze avversarie grazie anche all'aiuto del Niẓām di Hyderābād.
Nel febbraio del 1799 si ebbe l'invasione di Mysore e poi la campagna che portò alla presa di Seringapatam il 4 maggio 1799 e all'uccisione del Sultano Tīpū. Nel 1803 la restaurazione del Peshwa fu il preludio della guerra contro la dinastia Scindia nel Maharashtra e il raja della Provincia del Berar, ove prese piede anche il fratello di Richard, Arthur. Il risultato di questi scontri cancellò il sogno della Francia di ostacolare l'Inghilterra nella costruzione del suo impero coloniale e fortificò notevolmente gli stessi domini britannici oltremare. Egli fondò la Compagnia delle Indie Orientali britannica che più che un organo commerciale ebbe per i primi tempi del dominio britannico in India un ruolo di governo
Egli si dimostrò un eccellente amministratore grazie anche alla fiducia che ripose nei suoi due fratelli, Arthur suo consigliere militare, e Henry suo segretario personale. Egli fondò il Fort William College, un centro di addestramento per le truppe e per il personale governativo inglese in India. Assieme al college egli fondò anche l'officio di Governatore generale arrogandosi così diritti anche civili e fondando le basi per la costruzione di un nuovo reame articolato sotto la sovranità inglese.
La sua politica squisitamente accorta alla fortificazione del dominio regio britannico lo rese però presto ostile alla Compagnia delle Indie Orientali che ne dispose la dimissione nel 1805. Egli raggiunse l'Inghilterra giusto in tempo per vedere Pitt prima della sua morte. Egli venne creato pari di Gran Bretagna nel 1797 e nel 1799 gli venne concesso il titolo di Marchese Wellesley nella Parìa d'Irlanda Egli formò inoltre l'enorme collezione di oltre 2.500 miniature dipinte in Company style di storia naturale indiana.

### Le guerre napoleoniche
Al crollo dell'amministrazione Pitt nel 1807 Wellesley venne invitato da re Giorgio III ad aderire al gabinetto di governo di William Henry Cavendish-Bentinck, III duca di Portland, ma egli declinò l'offerta in quanto il parlamento gli era sostanzialmente ostile in quanto molti gli avevano mosso cause per abusi di potere nell'amministrazione in India, anche se la maggior parte di esse terminarono in un nulla di fatto.
Nel 1809 Wellesley venne nominato ambasciatore in Spagna. Egli sbarcò a Cadice poco dopo la Battaglia di Talavera, e tentò senza successo di riprendere il governo spagnolo con l'aiuto del fratello ma venne costretto a ritirarsi in Portogallo. Alcuni mesi dopo, dopo il duello tra George Canning e Robert Stewart, visconte Castlereagh e le dimissioni di entrambi, Wellesley accettò l'incarico di Segretario di Stato per gli affari esteri e del Commonwealth nel gabinetto di governo di Spencer Perceval.
Egli mantenne tale incarico sino al 1812 quando decise di ritirarsi sia per la propria insoddisfazione datagli dall'inadeguato supporto ricevuto dai ministeri, ma anche perché egli era convinto che l'emancipazione dei cattolici non potesse rimanere sempre di sfondo alle faccende di governo. Nell'ultima parte della sua vita Wellesley, come suo fratello Arthur, si batté per i diritti dei cattolici nel Regno Unito ed in particolare per i cattolici irlandesi che reclamavano una loro identità religiosa. All'assassinio di Perceval egli, assieme a Canning, si rifiutò di aderire all'amministrazione di Lord Liverpool, e rimase fuori dai giochi di governo sino al 1821, criticando la severità dei processi del Congresso di Vienna del 1814 sul riassetto del potere. Protestò contro le Corn Laws nel 1815.

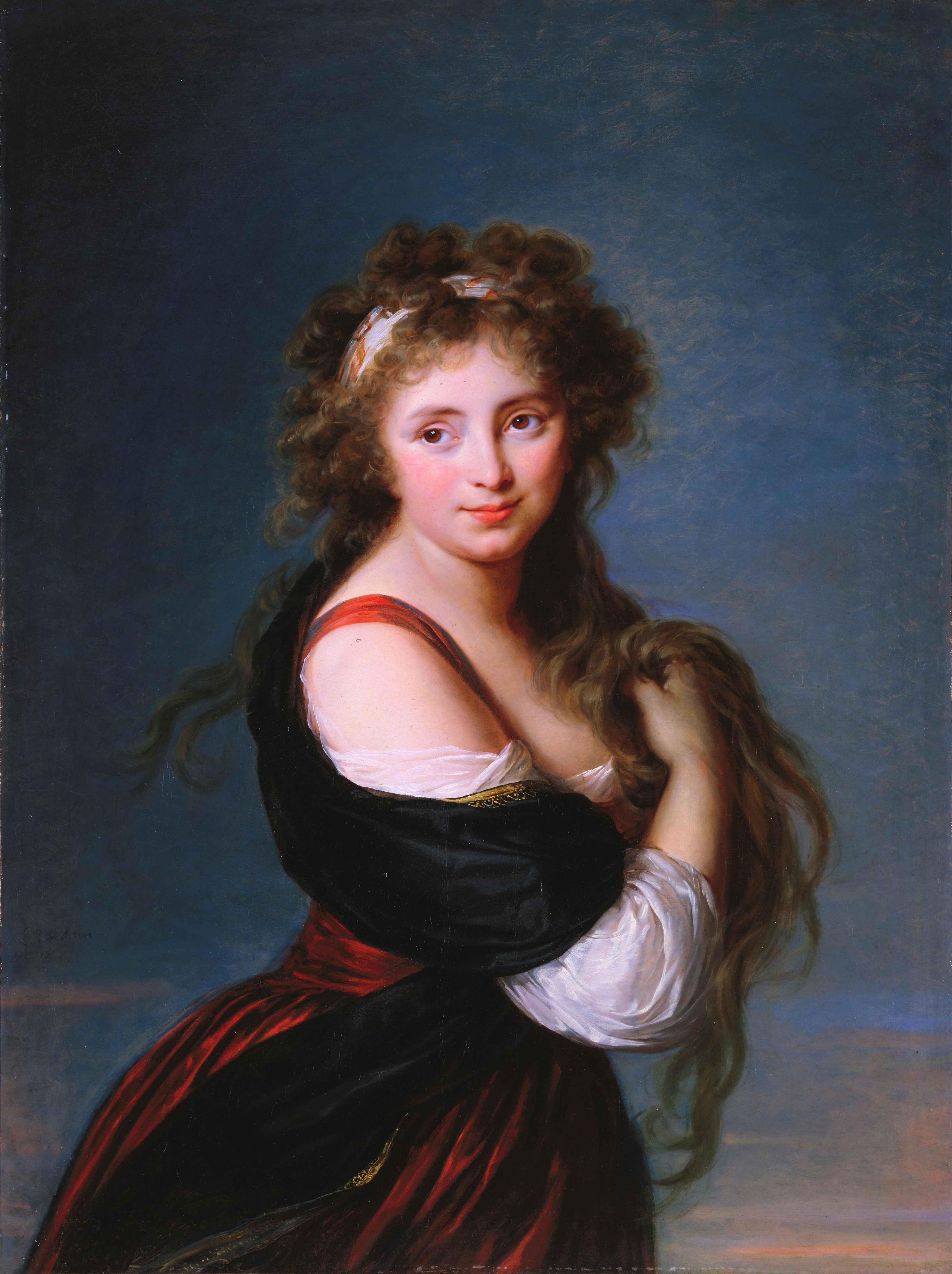
Hyacinthe-Gabrielle Roland in un ritratto di Élisabeth Vigée Le Brun, 1791.

## Matrimoni

### Primo matrimonio
Sposò, il 29 novembre 1794, Hyacinthe-Gabrielle Roland (1766-7 novembre 1816), un'attrice del Palais Royal. Ebbero cinque figli, ma solo quattro raggiunsero l'età adulta:
- Gerald (1790-1833);
- Richard (1794-1831);
- Anne (1794-19 marzo 1875), sposò in prime nozze Sir William Abdy, VII Baronetto, non ebbero figli, e in seconde nozze William Cavendish-Bentinck, ebbero quattro figli;
- Hyacinthe Mary (?-4 gennaio 1849), sposò Edward Littleton, I barone Hatherton, ebbero due figli.
- il Rev. Henry Wellesley (1794–1866), preside della New Inn Hall, Oxford

### Secondo matrimonio
Sposò, il 29 ottobre 1825, Marianne Caton (?-17 dicembre 1853), figlia di Richard Caton e Mary Carroll, figlia di Charles Carroll di Carrollton, l'ultimo sopravvissuto di quanti avevano siglato la dichiarazione d'indipendenza degli Stati Uniti; sua cognata fu Elizabeth Patterson Bonaparte. La coppia non ebbe figli.

## L'Irlanda e gli ultimi anni di vita
Nel 1821 egli venne nominato Lord Luogotenente d'Irlanda il che contribuì ulteriormente a ribadire la causa di Wellesley per i cattolici ma ancora una volta questo restò un nulla di fatto. Nel 1833 egli assunse nuovamente l'incarico di Lord Luogotenente d'Irlanda sotto il governo di Charles Grey, II conte Grey ma il ministero cadde in breve tempo e Wellesley non fece nemmeno a tempo a prendere parte alla vita ufficiale in quanto morì poco dopo. Alla sua morte, egli passò i suoi titoli al fratello William Wellesley Pole, III conte di Morningon i quali poi dal 1863 passarono al loro nipote, il II duca di Wellington.